# Neochoroterpes orientalis
Neochoroterpes orientalis är en dagsländeart som beskrevs av Henry 1993. Neochoroterpes orientalis ingår i släktet Neochoroterpes och familjen starrdagsländor. Inga underarter finns listade i Catalogue of Life.